# Maria Rosetti
Maria Rosetti nata Mary Grant (Guernsey, 1819 – 14 febbraio 1893) è stata una giornalista, rivoluzionaria e filantropa rumena, la prima giornalista in Romania. Ha avuto un ruolo attivo nella Rivoluzione rumena del 1848 (primavera dei popoli).

## Biografia
Mary Grant nacque a Guernsey, figlia del capitano Edward Effingham Grant (abitante di Guernsey nato nel 1795) e di Marie Grant (nata Le Lacheur nel 1789) di religione anglicana che si stabilirono a Plymouth, rivendicando la discendenza dal clan scozzese Grant of Cannon. Ebbe un fratello, Effingham Grant (nato nel 1820 a Guernsey e morto il 1892 a Bucarest), uomo d'affari e filantropo nato nel Regno Unito e in seguito stabilito in Romania. Alla partenza del fratello, nominato segretario del console britannico Robert Gilmour Colquhoun in Valacchia, arrivò a Bucarest e si mantienne lavorando come tutor.
Sposò il leader radicale Constantin Alexandru Rosetti ed ebbero otto figli: Mircea, Ion, Vintilă (giornalista e scrittore), Horia, Elena-Maria, Toni, Floricel e Libertatea Sophia.
Partecipò agli incontri segreti tenuti nella casa della famiglia Rosetti e dedicati alla preparazione della rivoluzione in Valacchia e prese parte attivamente alla rivoluzione valacca del 1848.
(Lucian Predescu)

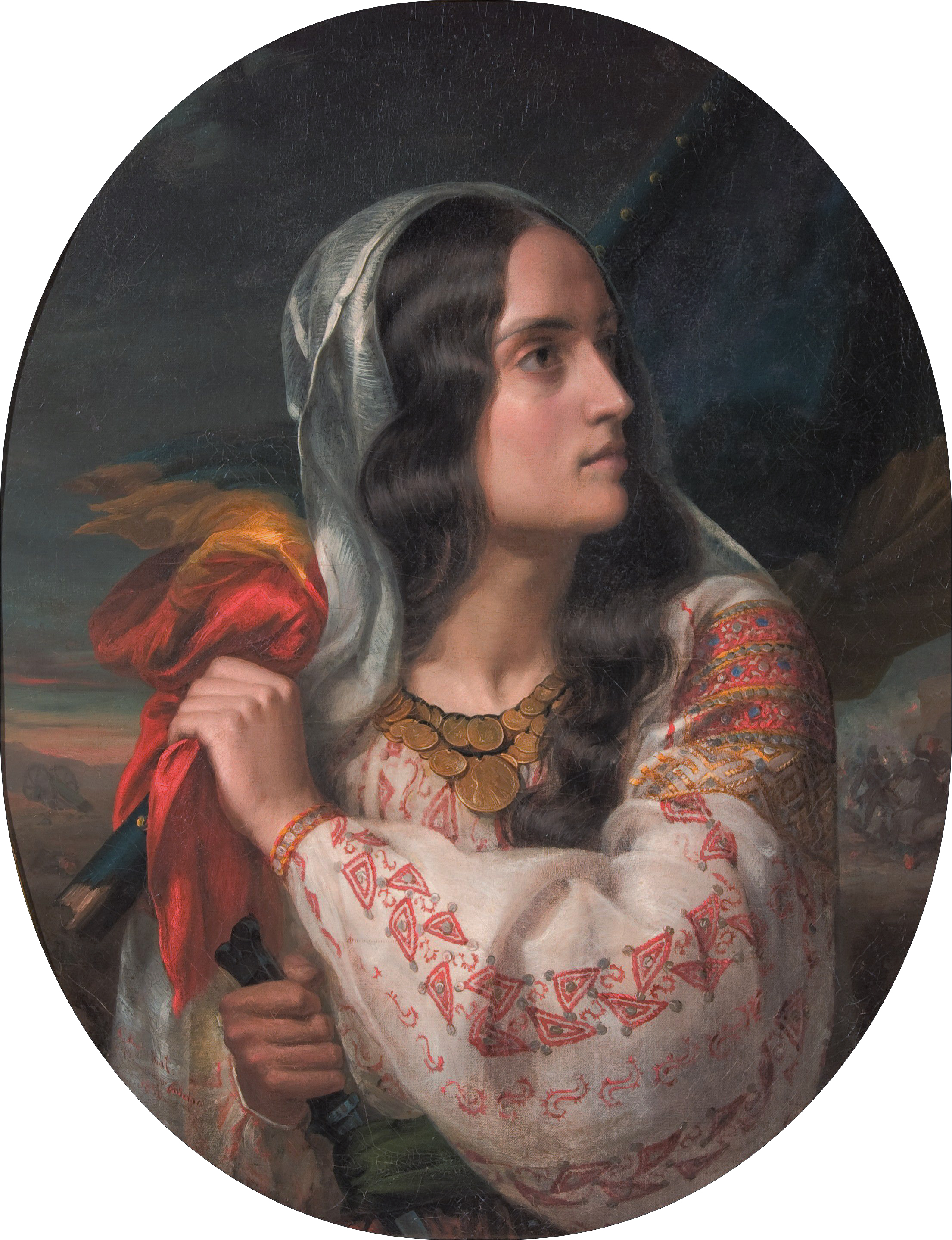
România revoluționară, quadro di C.D. Rosenthal, nel quale viene raffigurata Maria Rosetti

Fece tutto il necessario per salvare il marito arrestato dai soldati turchi e inviato con una nave sul Danubio verso la Serbia nel settembre 1848. Travestita da contadina, insieme al pittore Constantin Daniel Rosenthal, amico del marito e la figlia Libertatea Sophia appena nata, Maria Rosetti salì sulla nave e chiese di salutare per l'ultima volta il marito. Mentre lo abbracciava riuscì a passare al marito un biglietto che conteneva informazioni sulla data e il luogo dove l'intero gruppo di rivoluzionari sarebbe stato liberato. L'operazione ebbe successo e la famiglia si trasferì a Parigi dove Maria pubblicò Principautés Danubiennes nel 1853. Posò come modella per i quadri dell'amico Rosenthal: România revoluţionară e România rupându-şi cătuşele pe Câmpia Libertăţii, dipinti entrambi nel 1850. Oltre al legame di affetto verso l'artista fu nota anche la duratura amicizia che ebbe con Pia Brătianu, la moglie del politico liberale Ion Brătianu, Edgar Quinet e Michelet.
A partire dal 1857, lavorò come redattrice in vari giornali e almanacchi, in particolare a Il rumeno („Românul”), un giornale curato da suo marito, Constantin A. Rosetti. Dal luglio 1865 all'aprile 1866 fu redattrice della rivista Mamma e figlio (Mama și copilul), una rivista letteraria settimanale, in cui vennero pubblicati articoli e traduzioni sull'educazione dei bambini. Durante la guerra dei Balcani tra il 1877 e 1878, diresse un ospedale di campo a sud del Danubio e istituì il Comitato delle donne, con il quale riuscì a raccogliere consistenti fondi da destinare agli ospedali e all'esercito.
(Sultana Craia)